# Bargoezinvallei
De Bargoezinvallei (Russisch: Баргузинская котловина) is een vallei in Boerjatië, Rusland. Ze is 200 km lang en tot 35 km breed. Ze ligt tussen het Bargoezingebergte (in het noordwesten) en het Ikatgebergte (in het zuidoosten). De Bargoezin stroomt door het dal en daarnaast is er ook een uitgebreid netwerk van kleine waterloopjes en meer dan 1000 meren. Samen vormen ze de zapovednik Dzjerginski (Джергинский государственный природный заповедник) dat 2.387 km² groot is. 